# Unió per al Renaixement / Partit Sankarista
La Unió pel Renaixement / Moviment Sankarista (en francès: Union pour la Renaissance / Mouvement Sankariste) és un partit polític de Burkina Faso. El partit va ser fundat l'1 de novembre de 2000. El seu president és l'advocat Bénéwendé Stanislas Sankara, que no té cap relació familiar amb el difunt president Thomas Sankara.
A les eleccions legislatives del 5 de maig del 2002, el partit va aconseguir el 2,4% del vot popular i tres dels 111 escons. A les eleccions presidencials del 13 de novembre del 2005, el seu candidat Bénéwendé Stanislas Sankara va obtenir el 4,88% del vot popular.
L'1 de novembre de 2021 es va anunciar que el partit es fusionava amb el Mouvement Patriotique pour le Salut i altres petits partits i organitzacions sankaristes en un nou partit, la Union pour la Renaissance/Mouvement patriotique sankariste (Unió pel Renaixement/Moviment Patriòtic Sankarista) o UNIR/MPS. Bénéwendé Sankara va continuar liderant aquest partit fins que va ser succeït pel president interí Augustin Loada el gener de 2023.